# Château de Chimay (Barneville-Carteret)
Le château de Chimay ou « château de la princesse » est une demeure, du XXe siècle de style néogothique, qui se dresse sur le territoire de l'ancienne commune française de Barneville-sur-Mer dans le département de la Manche, en région Normandie.

## Localisation
Le château est situé au no 19 boulevard Maritime à Barneville-Plage, à Barneville-Carteret, dans le département de la Manche.

## Historique

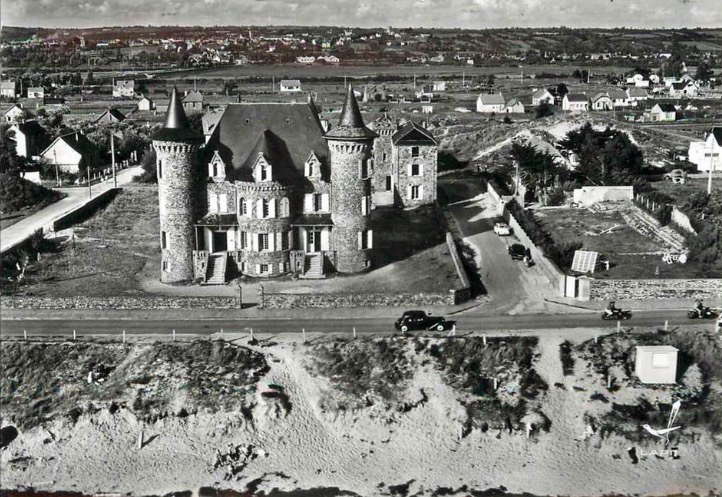
Château de Chimay - carte postale ancienne.

En 1911, Clara Ward (1873-1916), divorcée du prince belge de Caraman-Chimay, passe l'été à Barneville-plage et Carteret. Séduite par l'endroit elle décide d'y faire construire un « chalet » pour la somme de 100 000 francs de l'époque. Elle acquiert, avec Albano Casellato, avec qui elle réside à Paris, en novembre 1911 une parcelle de terrain de 3 500 m2 en bord de mer, comprise dans un terrain de 5 455 m2, faisant partie du premier lotissement de la plage de Barneville créé en 1896 par M. Hilarion Auguste Breissan. Le terrain qui initialement avait été réservé pour la construction d'un hôtel et d'un casino, projet avorté, fut finalement loti.
Dès le printemps 1912, les travaux débutent sous la direction de l'architecte Roberti. La construction de style néo-médiéval, avec tourelles avec à ses côtés un bâtiment annexe, n'étant pas aux goûts de l'ex-princesse de Caraman-Chimay, le chantier est arrêté et le château reste inachevé pendant plusieurs années. Elle ne l'habitera jamais, car elle meurt le 9 décembre 1916 à Padoue en Italie.
Lors de la Première Guerre mondiale il est réquisitionné, de 1915 à 1917, pour abriter le mess des officiers du camp d'instruction no 5 de l'armée belge, établi à Barneville et Carteret. Ensuite ce sont des réfugiés de Meurthe-et-Moselle qui occupèrent les lieux jusqu'à la fin du conflit.
En 1922, les héritiers, les deux enfants nés de son mariage avec le prince de Caraman-Chimay, le vendent aux enchères. Il est acquis le 21 juillet 1923 par Raoul Gunsbourg, hommes de lettres et compositeur de musique résidant à Paris, puis adjugé, sur surenchère le 4 octobre 1923, à M. Émile Alleaume, banquier. Le matériel sanitaire : dix lavabos, cinq baignoires, cinq cuvettes de toilettes, une toilette d'enfant et un urinoir, entreposé dans le château et qui n'avait pas encore été installé, fut mis aux enchères le 24 août 1923, et trouvera preneur auprès de plusieurs propriétaires locaux.
Le 27 décembre 1924, M. Alleaume vend le château à M. Nissim Eskénazi qui l'aménage à usage d'hôtel et en fait apport à la « Société Anonyme Hôtelière et Touristique » qu'il vient de créer, et dont il est le seul propriétaire, afin d'exploiter à Barneville-Plage les hôtels Bellevue et du Casino, aujourd'hui disparus.
L'hôtel-pension du Château, avec vingt chambres, quatre cabinets de toilette et vingt-huit chambres dans l'annexe ouvre pour la saison 1928. Il accueillera les estivants tous les étés jusqu'en 1939.
En 1939, à la fin de la guerre civile d'Espagne (juillet 1936-mars 1939), l'hôtel abrite des réfugiés espagnols.
Pendant la Seconde Guerre mondiale, il est réquisitionné par les Allemands, subissant alors des dégradations, puis par les Américains. Après la guerre, les trous occasionnés par les bombardements dans les pierres calcaires du château servent de repaire aux corneilles et corbeaux, et l'hôtel ne rouvrira pas après la Libération. Le 30 décembre 1946, M. Eskénazi vend, pour 500 000 francs y compris l'indemnité de dommages de guerre, le bâtiment à M. Joseph Antoine René Laniel, PDG de la SA Henry Hamelle. À la suite de la liquidation judiciaire de cette société le 22 juillet 1954, le château « Patrick » est acquis sur surenchère par la Caisse d'Épargne d'Argentan qui y crée une colonie de vacances qui fonctionnera jusqu'en 1978.
Le château est alors fermé pour manque de conformité en matière de sécurité. En 1985, il est à vendre et un projet de le transformer en un centre de thalassothérapie ne verra finalement pas le jour. Le 15 novembre 1989 ce sont M. et Mme Coulommiers-Bataille Savelli qui acquièrent le bâtiment, qui en 1992, retrouve son nom château de Chimay. Les nouveaux propriétaires envisagent un projet hôtelier de grande importance, un « complexe trois étoiles nouvelle norme ». Après quatre ans de démarches le projet abouti en un complexe hôtelier Au de Gamme. Dans ce décor princier, la clientèle bénéficie de l'omniprésence de la mer. Un restaurant panoramique (et gastronomique) de 150 couverts est ouvert à la clientèle extérieure tenu par un chef faisant référence dans le monde entier. Mais ce restaurant panoramique est éphémère. Le 21 avril 1994, l'immeuble et le fonds de commerce sont acquis par la SRL MC REALTIM. Des constructions sont alors ajoutés parallèlement aux rues des Charmettes, de La Grande Brêche et du boulevard Maritime. L'immeuble rebaptisé « Les Terrasses du château » est vendu par appartements.

## Description
Le château primitif parfaitement reconnaissable se présente sous la forme d'une imposante bâtisse carrée en pierre flanquée de quatre tours rondes coiffées en poivrières, et côté rue des Charmettes, le bâtiment des anciens communs.